# Rubén Gallego
Rubén David González Gallego (Moscú, 20 de noviembre de 1968) es un escritor ruso de origen español. 

## Biografía

### Familia
Los padres de Rubén se conocieron mientras estudiaban en la Universidad Estatal de Moscú de Lomonosov. El padre de Rubén era un estudiante venezolano de la Facultad de Economía de la Universidad Estatal de Moscú, David González. Su madre, Aurora Gallego Rodríguez (su nombre real es Esperanza) era estudiante de la Facultad de Filología de la Universidad Estatal de Moscú y llegaría a ser periodista y traductora políglota; era hija de Ignacio Gallego, dirigente prosoviético del Partido Comunista de España en el exilio y posteriormente secretario general del Partido Comunista de los Pueblos de España entre 1984 y 1988. Su madre se separó de su marido, el venezolano David, y poco tiempo después acabó casándose con un escritor disidente soviético, Sergei Yurenen. 

### Nacimiento y vida en la URSS
Aurora no se llevaba bien con su familia, se quejaba de falta de afecto y tenía una actitud rebelde.  Por ello asistió sola a su parto de mellizos. Rubén nació en la clínica del Kremlim en Moscú, gravemente afectado de parálisis cerebral,   no podía mover las piernas ni los brazos, solo un dedo.  Su hermano mellizo, que tenía espina bífida, murió a los 10 días de nacer. Se le puso de nombre Rubén en honor del hijo de Dolores Ibarruri, Pasionaria, Rubén Ruiz Ibárruri.  Tras año y medio al cuidado de su madre, se le dijo a ésta que había muerto pero en realidad fue recluido en una institución para hijos irrecuperables de jerarcas comunistas. Se consideraba que en la URSS no había discapacitados oficialmente. Sobrevivió en condiciones terribles en distintos orfanatos a lo largo y ancho de toda la geografía de la URSS (Pasha de la región de Leningrado, Trubchevsk, región de Briansk, Lower Lomov Penza y Novocherkassk) hasta terminar entre 1986 y 1990 en un asilo de ancianos donde se abandonaba a los discapacitados clasificados como incapaces de desarrollar un oficio.  No le facilitaron silla de ruedas hasta residir un año en la institución; tenía que arrastrarse por el suelo.
De su obra Blanco y Negro se extraen los siguientes textos:

"Soy pequeño. Es de noche. Es invierno. Tengo que ir al baño. Es inútil llamar al asistente. Solo tengo una opción: gatear".

Soy un héroe. Ser un héroe es fácil. Si no tienes brazos ni piernas, eres un héroe o un hombre muerto. Si no tienes padres, confía en tus manos y pies. Y sé un héroe. Si no tienes brazos ni piernas, y has conseguido nacer huérfano, eso es todo. Estás condenado a ser un héroe por el resto de tu vida. O morir. Soy un héroe. Simplemente no tengo otra opción.

Pero su discapacidad es sólo física,  sus facultades mentales son normales. Estudió a distancia y se graduó en la Escuela Técnica de Humanidades y Tecnología de Novocherkassk; logró licenciarse en derecho y lengua extranjera (inglés) e Informática. 
Tuvo que llevar a cabo una intensa búsqueda para averiguar quién era: un nieto del dirigente comunista español Ignacio Gallego.  Aprovechando el desorden general provocado por la perestroika, se escapó en 1990 con la ayuda de una enfermera, su primera esposa y emprendió la búsqueda de sus orígenes.

### Encuentro con su madre y vida posterior
Encontró a su madre en Praga el año 2001 cuando él tenía 33 años, tras múltiples peripecias por toda Europa, gracias a un programa de radio. Su madre trabajaba allí como periodista de Radio Free Europe/Radio Liberty.  En 2001 se fue a vivir con su madre y su hermana Anna Yurenen Gallego a Madrid.  Rubén estaba muy enfermo, fue operado en España y se salvó.  
Su madre falleció en 2009. 
Luego comenzó a viajar por Europa y el mundo. 
Escribe sus recuerdos en forma de diario usando la computadora y un solo dedo.
Gallego logró tener una movilidad mayor en su cuerpo, excepto en las piernas.

## En la cultura
A la búsqueda de su madre, Aurora Gallego, y su reencuentro en Praga está dedicado el documental Carta a mi madre, dirigido por Algis Arlauskas en 2001.
Otro documental de 2006 es Siluro rosso - La straordinaria storia di Rubén Gallego (en español, Torpedo rojo - La extraordinaria historia de Rubén Gallego), dirigido por Mara Chiaretti.

## Vida personal
Casado por tercera vez con la escritora Rina González Gallego.  Tiene tres hijas, dos de ellas residentes en Rusia.
En 2014, unos años después de que a su hija menor le diagnosticaran autismo, se mudaron a Ascalón (Israel), donde su hija  puede asistir a una escuela especial para personas autistas. 

## Obra
Ha escrito tres libros: Blanco sobre negro, editado en diecisiete países, que narra una historia de superación de la enfermedad, el daño y el horror, Ajedrez (2005), que cuenta la amistad entre dos niños que luchan por sobrevivir en un orfanato ruso, Misha y Rubén, que unen sus fuerzas (el primero no puede moverse pero posee una magnética personalidad y el segundo se desplaza en silla de ruedas) para ir ganando, día a día, su propia partida de "ajedrez" vital. En 2018 escribió El invitado eterno. Está dedicado a Israel, incluida su política. 
En Blanco sobre negro, según su propio autor, "una de las ideas principales del libro es la relación entre lo intelectual y lo emocional. Un niño minusválido está obligado a desarrollar el intelecto y a dejar a un lado los sentimientos si quiere sobrevivir, pero luego, al crecer, la sociedad cree que es un monstruo, cuando simplemente es una persona". El libro está estructurado en tres actos, como una pieza dramática, y comienza y acaba con dos escenas metafóricas protagonizadas por un doctor y un ángel, mientras que el núcleo del libro, lleno de ironía y ternura, está compuesto por pequeños relatos "como si fuesen los movimientos de una partida, en la que los niños son peones que no saben quién los mueve".
En Ajedrez se recogen historias de sus amigos minusválidos y compañeros de orfanato con quienes jugaba por la noche al ajedrez de memoria cuando apagaban las luces y que le animaron a leer libros sobre ciencia "como si fueran novelas".
Sus libros poseen un fuerte contenido autobiográfico y, aparte de sus intrínsecos valores históricos, sociales y humanos, la literatura de Gallego posee un estilo ácido e inteligente y con ella logra concienciar a los lectores sobre el sentido y valor de la amistad y de que en esta vida los seres humanos no son piezas de ajedrez. En unas declaraciones durante la presentación de su segundo libro, el autor declaró que la vida de cada persona tiene mucho que ver con el teatro del absurdo: "Nuestra vida, aprovechando que estamos en España, está relacionada con la tradición de la novela picaresca y el teatro del absurdo, que es una posibilidad de expresar cosas difíciles o imposibles de expresar de otra manera".

### Publicaciones
- Blanco sobre negro. Alfaguara, 2003. 192 pág. ISBN 8420466727, ISBN 978-8420466729
- Ajedrez. Alfaguara, 2005. 400 pág. ISBN 9788420467924
- El invitado eterno. (en inglés, Eternal Guest). Wild Leaf, 2021. 117 pág. ISBN 978-1736141137

## Premios
- Blanco sobre negro es el ganador del Premio Booker ruso en 2003.[27]
- En 2011 fue nominado al Booker ruso de la década.
- Ajedrez fue el ganador de los premios Golden Pawn Awards (Premios Peón de Oro) 2019 al mejor libro europeo.[28]